# L'ultimo crodino
L'ultimo crodino è un film del 2009 diretto da Umberto Spinazzola e interpretato da Enzo Iacchetti e Ricky Tognazzi. La pellicola è basata su un fatto di cronaca realmente accaduto: il trafugamento della salma del banchiere Enrico Cuccia.

## Trama
Il film narra le vicende di Giampaolo Pesce detto Pes (operaio oppresso dai debiti coi colleghi dell'acciaieria in cui lavora), ed Ernesto Rapelli detto Crodino o anche Crodo (piccolo imprenditore fallito che coinvolge l'amico Pes nella creazione di un'impresa agricola biologica destinata al disastro) i quali, assillati dai debiti e dai disagi familiari (Pes incapace di pagare gli alimenti per la figlia Giulia che riesce a vedere pochissimo e che vive con la ex-moglie mentre Crodino cerca di recuperare la stima della propria moglie), decidono di provare il colpo della vita, organizzando un rapimento a fini di estorsione.
Non avendo però il coraggio di rapire una persona viva, decidono di trafugare la salma di una persona illustre, per poi chiedere un riscatto ai familiari. La scelta ricade sul feretro di Enrico Cuccia, noto finanziere appena deceduto, salvo, fra le altre cose, andare a chiedere il riscatto alla famiglia Cuccia sbagliata avendo cercato l'indirizzo sull'elenco telefonico. Pur nella loro ingenuità e totale inesperienza, i due riescono, senza neanche rendersene conto, a tenere in scacco per giorni le forze dell'ordine e a scomodare perfino i servizi segreti.

## Produzione

### Riprese
Il film è ambientato in Piemonte, segnatamente a Meina (luogo di sepoltura del Cuccia) e a Condove in Val di Susa, sede del nascondiglio dei due rapitori
Molte riprese sono state eseguite nei comuni valsusini di San Giorio di Susa, Bussoleno e Susa.

## Distribuzione
Il film, prodotto da Luna Rossa Cinematografica/On My Own e distribuito da Mikado Film, è uscito nelle sale italiane il 20 marzo del 2009.